# توکاهای مورچه‌خوار
توکاهای مورچه‌خوار (نام علمی: Neocossyphus) (انگلیسی: ant thrushes) پرندگان حشره‌خوار با اندازه متوسط از سردهٔ Neocossyphus از خانواده توکایان (Turdidae) هستند. اینها گونه‌های ساکن جنگل‌های آفریقایی هستند. سردهٔ Stizorhina گاهی در اینجا قرار می‌گیرد.

## گونه‌ها
در حال حاضر دو گونه زیر شناخته شده‌اند:
- توکای مورچه‌خوار دم‌سفید
- توکای مورچه‌خوار دم‌سرخ